# Flanagan Brothers

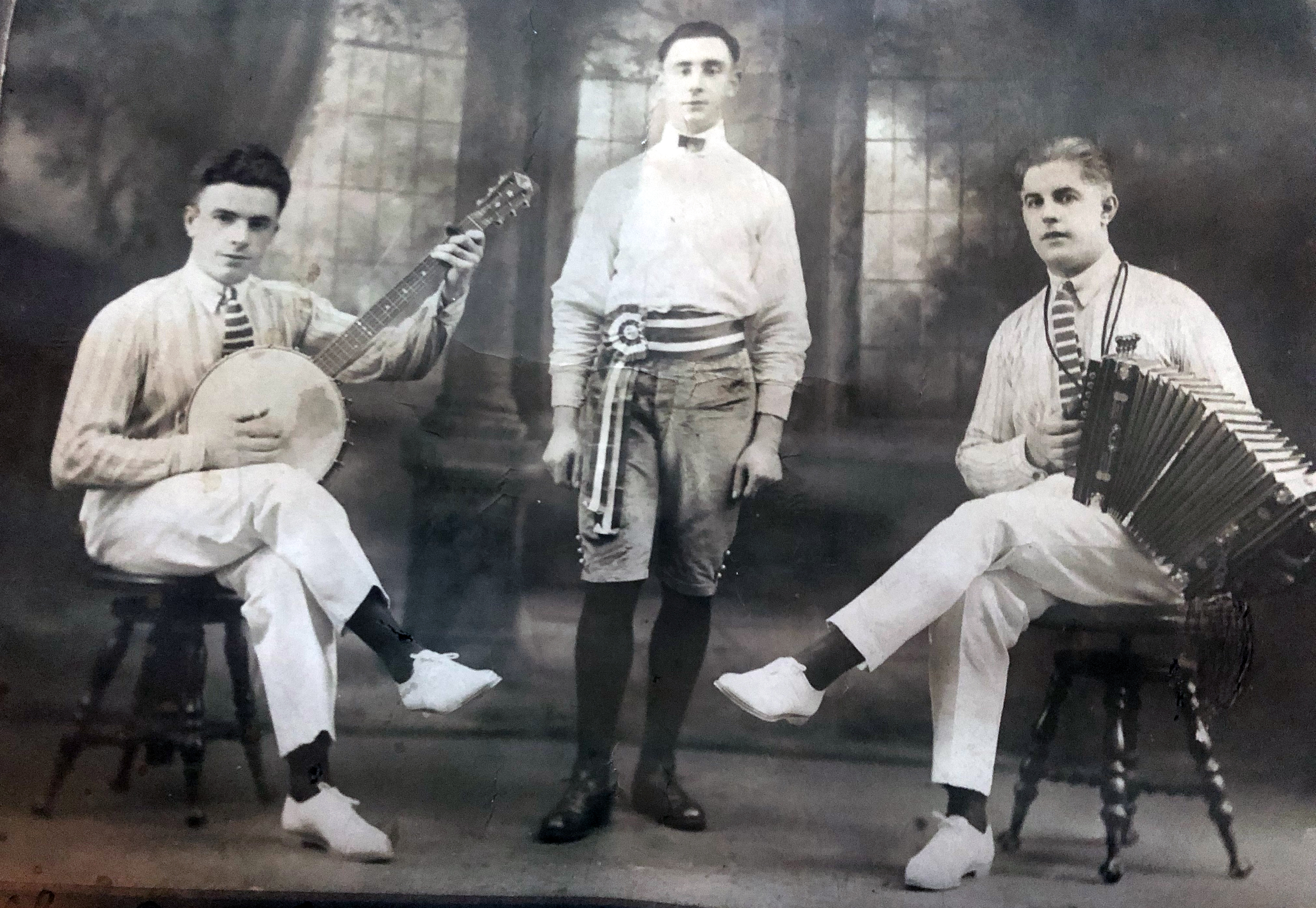
Mike (links) und Joe (rechts) Flanagan mit dem Tänzer Johnny Grant (Mitte) (Datum unbekannt)

Die Flanagan Brothers waren eine irisch-US-amerikanische Musikgruppe, die in den 1920er Jahren gegründet wurde und aus den Brüdern Joseph (Joe), Louis (Lou) und Michael (Mike) Flanagan bestand. Ihr einzigartiger Sound machte sie in den 1920er und 1930er Jahren zu einer der Hauptattraktionen in den irischen Tanzhallen New Yorks. Sie veröffentlichten über 160 Schellackplatten mit 78 Umdrehungen pro Minute.

## Geschichte
Die Flanagan-Brüder Joe, Lou und Mike wurden Ende des 19. Jahrhunderts geboren und wuchsen in der Stadt Waterford an der Südküste Irlands auf. Ihre Eltern Arthur Flanagan und Ellen Keane heirateten 1890. Ellen und Arthur begannen ihr Eheleben in Philadelphia (Pennsylvania), wo ihr Sohn Arthur Joseph, kurz „Joe“, 1894 geboren wurde. Die Familie kehrte später nach Waterford zurück, wo Louis im Oktober 1896 und Michael im November 1897 das Licht der Welt erblickten. Die drei Brüder hatten noch einige weitere Geschwister.
Arthur und Ellen kehrten 1911 mit all ihren Kindern nach Amerika zurück und ließen sich dieses Mal in Albany (New York) nieder. Musik war ein alltäglicher Teil des Lebens im Hause Flanagan. Vater Arthur spielte Akkordeon, während Mutter Ellen Sängerin mit einem großen Repertoire irischer Lieder war, die sie ihren Kindern beibrachte.
Nach dem Ende der Schulzeit lebten und arbeiteten die drei Brüder in New York City. In ihrer Freizeit machten sie zu ihrer eigenen Unterhaltung Musik. Joe spielte Akkordeon, Lou Banjo und später Gitarre. Mike wechselte von der Mandoline zum Banjo. Sie spielten sowohl traditionelle irische als auch populäre Lieder.
Die Flanagan Brothers begannen, neben ihren Jobs abends und an Wochenenden in angesagten Tanzlokalen zu spielen. Ihre ersten Aufnahmen entstanden 1920 oder 1921, und es begann eine erfolgreiche Plattenkarriere, die bis Anfang der 1930er Jahre über 160 Schallplatten bei verschiedenen Musiklabels hervorbrachte.
Nachdem ihre Plattenkarriere ihren Höhepunkt überschritten hatte und die Popularität der Tanzlokale in New York City nachließ, konzentrierten sich die Brüder auf ihre jeweiligen Familien und spielten nicht mehr zusammen. Lou starb Mitte der 1930er Jahre in jungen Jahren. Joe starb 1940. Mike, der weiterhin Musik machte, starb 1990 im Alter von 93 Jahren.